# Golova
Golova (russisk: Голова) er en russisk spillefilm fra 2003 af Svetlana Baskova.

## Medvirkende
- Aleksandr Maslajev
- Sergej Pakhomov
- Aleksandr Mironov
- Denis Gejmur
- Rustam Mosafir som Araz